# Hermann (Prag)
Hermann (tschechisch: Heřman (pražský biskup); † 17. September 1122) war Bischof von Prag.

## Leben
Seine Herkunft und sein Geburtsdatum sind nicht bekannt. Nach dem Tod des Prager Bischofs Cosmas wurde Hermann 1099 zu dessen Nachfolger gewählt. 
Im selben Jahr wurde er vom damaligen Prager Kanoniker und späteren böhmischen Chronisten Cosmas von Prag zum Graner Erzbischof Seraphim begleitet. Bei den Regensburger Juden verpfändete Bischof Hermann 1107 Gold und Pallien.